# Ignacio Álvarez Thomas

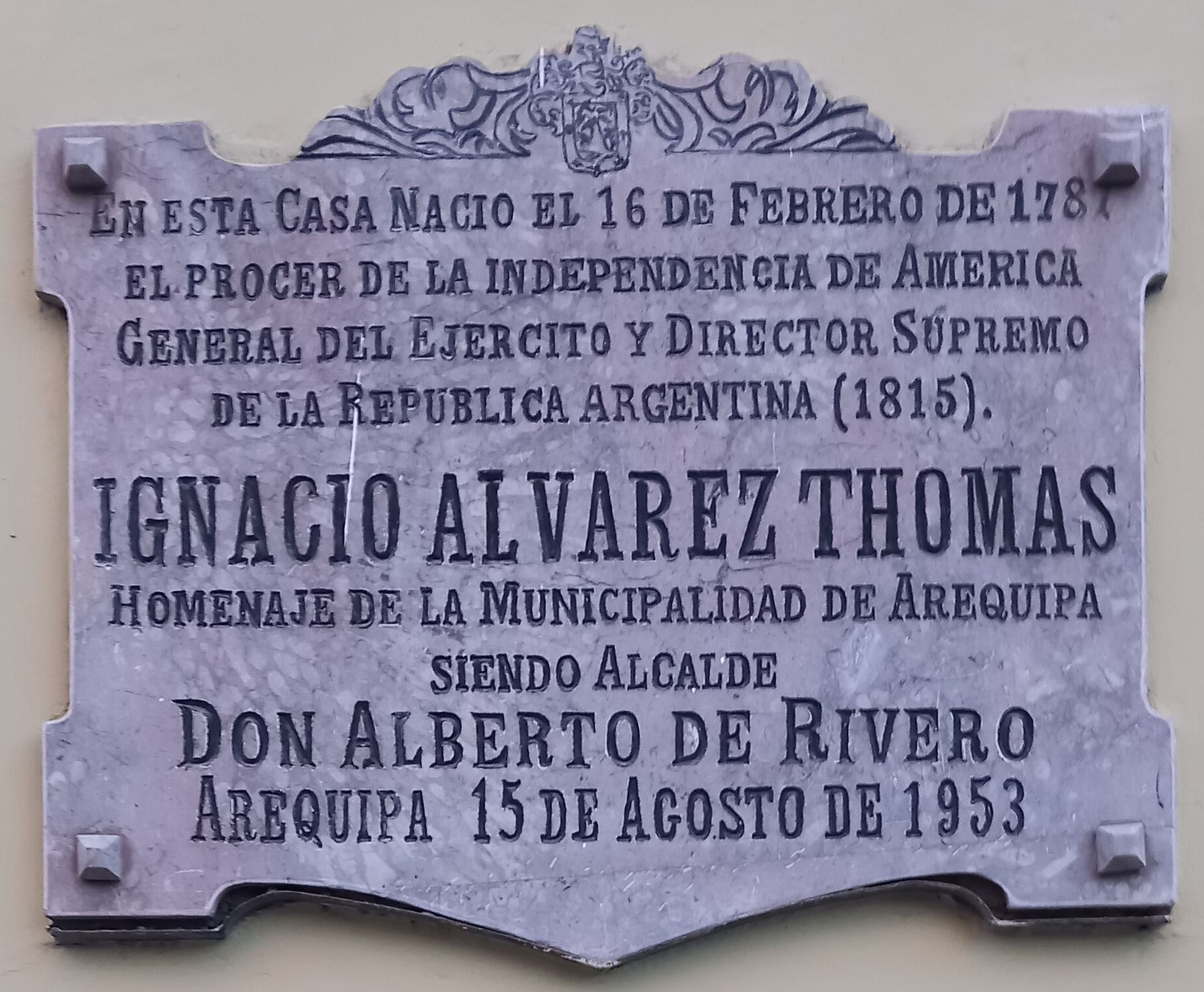
Placa conmemorativa colocada en la casa natal de Ignacio Alvarez Thomas

José Ignacio Álvarez Thomas (Arequipa, Virreinato del Perú, 15 de febrero de 1787 - Buenos Aires, 20 de julio de 1857) fue un político y militar peruano nacionalizado argentino que ejerció como Director Supremo de las Provincias Unidas del Río de la Plata.

## Carrera militar
Los padres de José Ignacio Álvarez Thomas fueron el brigadier gallego Antonio Álvarez Jiménez y la dama barcelonesa María Isabel Thomás y Rancé (sobrina del religioso francés Armand Jean Le Bouthillier de Rancé). Sus hermanos fueron:
- José Álvarez y Thomas (1795-1864 ), coronel del ejército peruano, casado con Mercedes Martínez de Pinillos y Cacho.
- Manuela Álvarez y Thomas.
- Pascual Álvarez y Thomas, mariscal de campo del ejército español.
- María Álvarez y Thomas.
- Melchor Álvarez y Thomas, general de brigada del ejército mexicano.
- Antonio María Álvarez y Thomas, teniente general del ejército español.

Su padre se estableció en el virreinato del Perú como gobernador intendente de la Corona española.
Por algún tiempo, vivió junto a su familia en Lima (Perú), pero cuando en 1797 su padre fue llamado por el servicio español, toda la familia viajó a Buenos Aires, donde se asentaron, mientras su padre siguió solo su viaje a Madrid. 
Como subteniente del Regimiento Fijo de Buenos Aires durante la primera de las Invasiones Inglesas en 1806 acompañó al virrey Rafael de Sobremonte en su huida a Córdoba. En la segunda invasión inglesa al Río de la Plata luchó con las milicias patriotas en el sitio de Montevideo de 1807 pero fue capturado y encarcelado, siendo liberado recién con la rendición de las tropas invasoras. 
En 1810 participó también en la Revolución de Mayo y con el grado de teniente coronel fue puesto al frente del regimiento n.º 4 formado por el antiguo Tercio de Cántabros Montañeses.
El 3 de mayo de 1812 se casó con María del Carmen Ramos Belgrano, con quien tuvo 9 hijos.
Durante el gobierno del director supremo Carlos María de Alvear luchó como coronel en la captura de Montevideo donde ganó una medalla —probablemente la que aparece en su retrato.
Fue designado jefe de la vanguardia del ejército que debía atacar a los federales de Santa Fe y posiblemente en la Banda Oriental. Sin embargo, a poco de partir hacia ese destino, el 3 de abril de 1815, estando en la posta de Fontezuelas, cerca de la actual ciudad de Pergamino (provincia de Buenos Aires), se puso en contacto con los enviados del caudillo oriental José Gervasio Artigas y se pronunció contra Alvear.
Finalmente, el Cabildo de Buenos Aires y el general Miguel Estanislao Soler aprovecharon la oportunidad para forzar, unos días más tarde, la renuncia de Alvear. Junto con este fue también derrocada la Asamblea del Año XIII.

## Director supremo

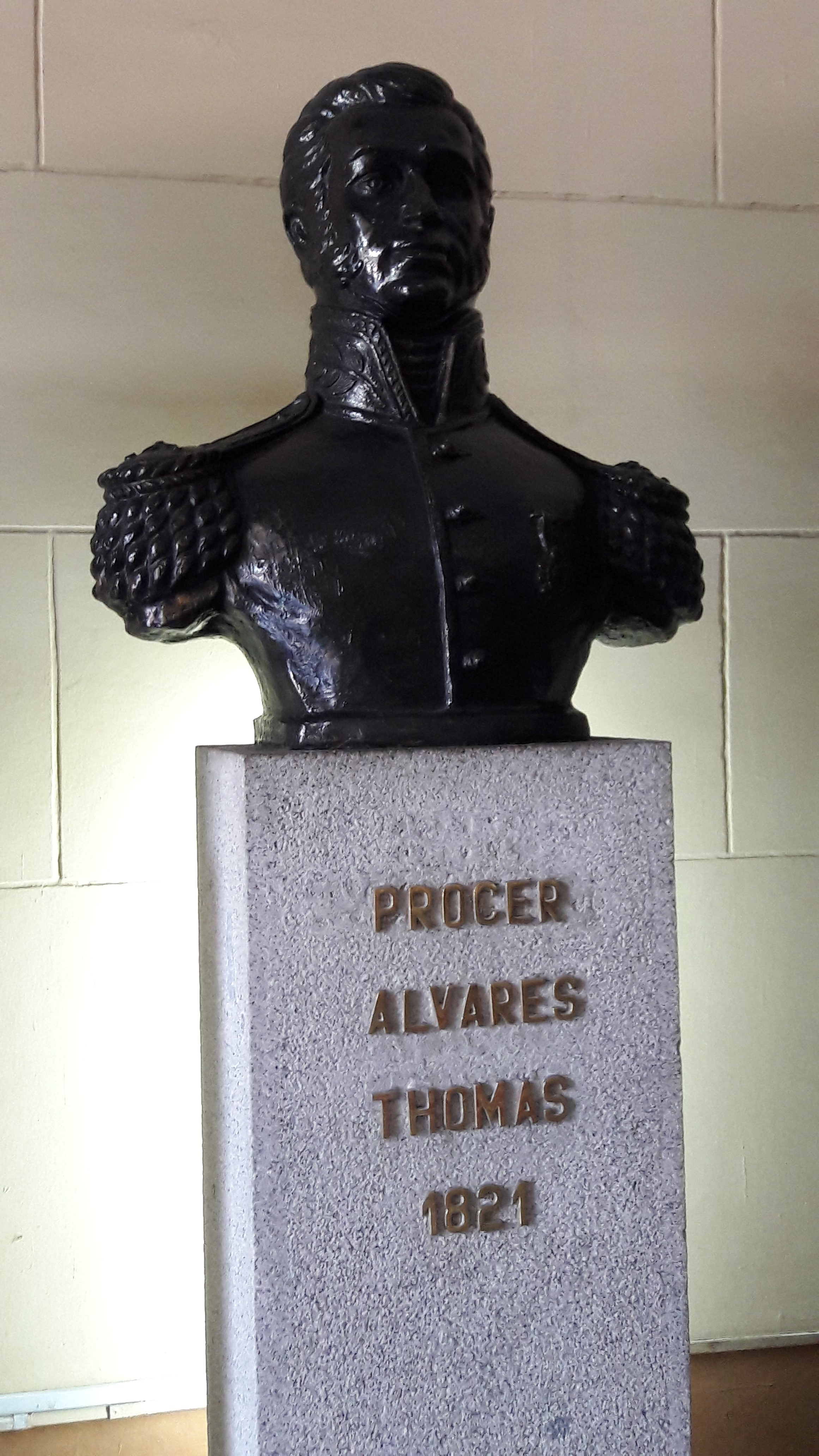
Efigies de Ignacio Álvarez Thomas en el Panteón de los Próceres en Lima.

El Cabildo de Buenos Aires dirigió la elección de un nuevo director supremo, cargo para el que fue designado, el 20 de abril de 1815, José Rondeau. Pero dado que éste estaba al frente del Ejército del Norte, en una campaña militar contra los realistas en el Alto Perú, Álvarez Thomas fue designado director interino al día siguiente. Por lo tanto, entre el 21 de abril de 1815 y el 3 de mayo de 1816 ocupó interinamente el cargo de director supremo de las Provincias Unidas del Río de la Plata, en calidad de sustituto.
A mediados de 1815, una comisión del Congreso de Oriente de las provincias artiguistas llegó a Buenos Aires para establecer la paz, pero Álvarez Thomas no solamente se negó a negociar con los delegados, sino que los hizo encarcelar. Las tratativas se interrumpieron. 
Envió a Santa Fe al general Juan José Viamonte al mando del Ejército de Observación formado por 3000 hombres el que logró restablecer la dependencia del gobierno de Buenos Aires luego que Juan Francisco Tarragona fue designado por el cabildo santafesino como teniente de gobernador, el 2 de septiembre de 1815. Poco duró este nuevo teniente de gobernador subordinado a Buenos Aires ya que el 2 de marzo de 1816, los caudillos Mariano Vera y Estanislao López se sublevaron en Añapiré y pusieron sitio a Santa Fe. El 21 de marzo Viamonte debió capitular, Tarragona fue depuesto y se proclamó la soberanía de la provincia y su ingreso a la Liga de los Pueblos Libres, bajo la protección de Artigas.
Álvarez Thomas envió una nueva invasión contra Santa Fe y puso a Manuel Belgrano al frente del ejército, pero el 9 de abril de 1816 el general Eustoquio Díaz Vélez, con el apoyo de los oficiales y de las tropas, acordó con los federales el Pacto de Santo Tomé. El Director sustituto quedó políticamente muy debilitado: había jugado la carta de forzar a los federales, pero en cambio sus subordinados lo desobedecían y había perdido el control de una provincia.
El 16 de abril de 1816 Álvarez Thomas presentó su "abdicación solemne" (sic) ante una asamblea constituida por el cabildo de Buenos Aires y la Junta de Observación, que rápidamente la aceptó en atención a la "urgencia de las circunstancias" y decidió enviar al Congreso Nacional los antecedentes de la cuestión.
Su dimisión tampoco cumplió sus objetivos ya que finalmente las provincias bajo la influencia de Artigas no enviaron diputados al Congreso de Tucumán ni participaron en la declaración de la Independencia de las Provincias Unidas en Sudamérica. No fue Álvarez Thomas el único responsable: su responsabilidad fue compartida con casi todos los gobiernos porteños y con el carácter particular y suspicaz del caudillo oriental.

## Últimos años
En 1820, cuando el Directorio fue disuelto, Ignacio Álvarez Thomas resurgió brevemente como líder de una facción. Sin embargo, tras ser encarcelado y liberado luego de 19 días, perdió su poca influencia política.
Entre 1825 y 1827 desempeñó los cargos de ministro plenipotenciario de la Provincia de Buenos Aires y a nombre de las demás Provincias Unidas, primero en el Perú y más tarde Chile.
En 1829 regresó a Buenos Aires, donde trató de organizar una insurrección contra el gobierno de Juan Manuel de Rosas, por lo que fue encarcelado y posteriormente desterrado por este al Uruguay. En 1836 volvió a tratar de organizar otra insurrección contra Rosas, por lo que este presionó para que Álvarez Thomas fuera desterrado a Brasil. En 1839 colaboró con la campaña del general Juan Lavalle desde Río de Janeiro, y en 1840 participó en nuevas conspiraciones contra el gobernador Rosas. En 1846 emigró a Chile y luego a Perú.
En 1852, cuando Rosas fue derrocado por Justo José de Urquiza, Álvarez Thomas regresó a la Argentina para instalarse en Buenos Aires definitivamente. Fue dado de alta en el ejército del Estado de Buenos Aires con el grado de coronel mayor.
Falleció el 20 de julio de 1857, posiblemente de tuberculosis, a los 70 años, en la ciudad de Buenos Aires. Sus restos descansan en el Cementerio de La Recoleta de esa ciudad.